# استيطان الألف

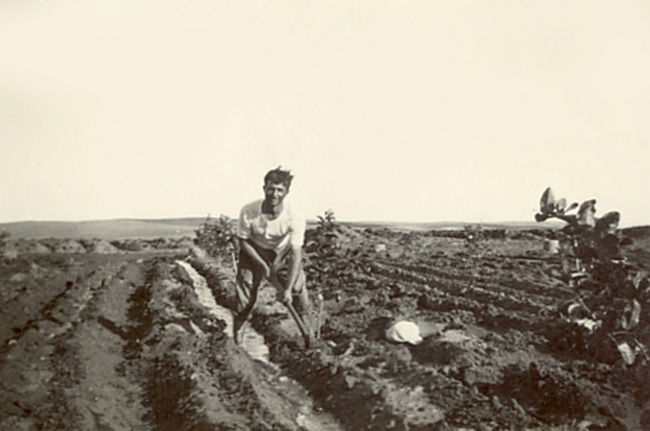

استيطان الألف (بالعبرية: התיישבות האלף) هو مصطلح يشير إلى خطتين منفصلتين تهدفان لإسكان العوائل اليهودية في الأراضي الزراعية في فلسطين في فترة الانتداب البريطاني.
بدأت الخطة الأولى في سبتمبر 1926، وبدأت الثانية في عام 1932، وكان هدف كل خطة منها توطين 1000 أسرة على أراضٍ زراعية.

## مخطط عام 1932
كانت حملة الاستيطان عام 1932 ردا على ثورة البراق التي اندلعت عام 1929، وكان الهدف منها إنشاء تجمعات زراعية حول البلدات والمستعمرات لغرض صد الثوار العرب. الوجبة الأولى من المستوطنين استلمت دارا مع أرض تبلغ مساحتها 15 دونم، وقد بلغ عدد العوائل المستوطنة 437 عائلة. نتج عن الحملة إنشاء مستعمرات عدة منها أفيهاييل وبيت عوبيد وجبتون وجيفات خن وكفار بيلو وكفار هس ونتاعيم.